# زولتان سزاركا
زولتان سزاركا (بالمجرية: Szarka Zoltán)‏ هو مدرب كرة قدم ولاعب كرة قدم مجري في مركز حراسة المرمى، ولد في 12 أغسطس 1942 في Csorna ‏ في المجر، وتوفي في 18 أبريل 2016 في زومباثلي في المجر. لعب مع زومباثلي هالاداس ‏.

## وصلات خارجية
- زولتان سزاركا على موقع الاتحاد الدولي (مؤرشف)  (الإنجليزية)
- زولتان سزاركا على موقع قاعدة بيانات كرة القدم.إي يو (الإنجليزية)
- زولتان سزاركا على موقع عالم كرة القدم.نت (الإنجليزية)
- زولتان سزاركا على موقع أوليمبيديا (الإنجليزية)